# Piero Malvestiti

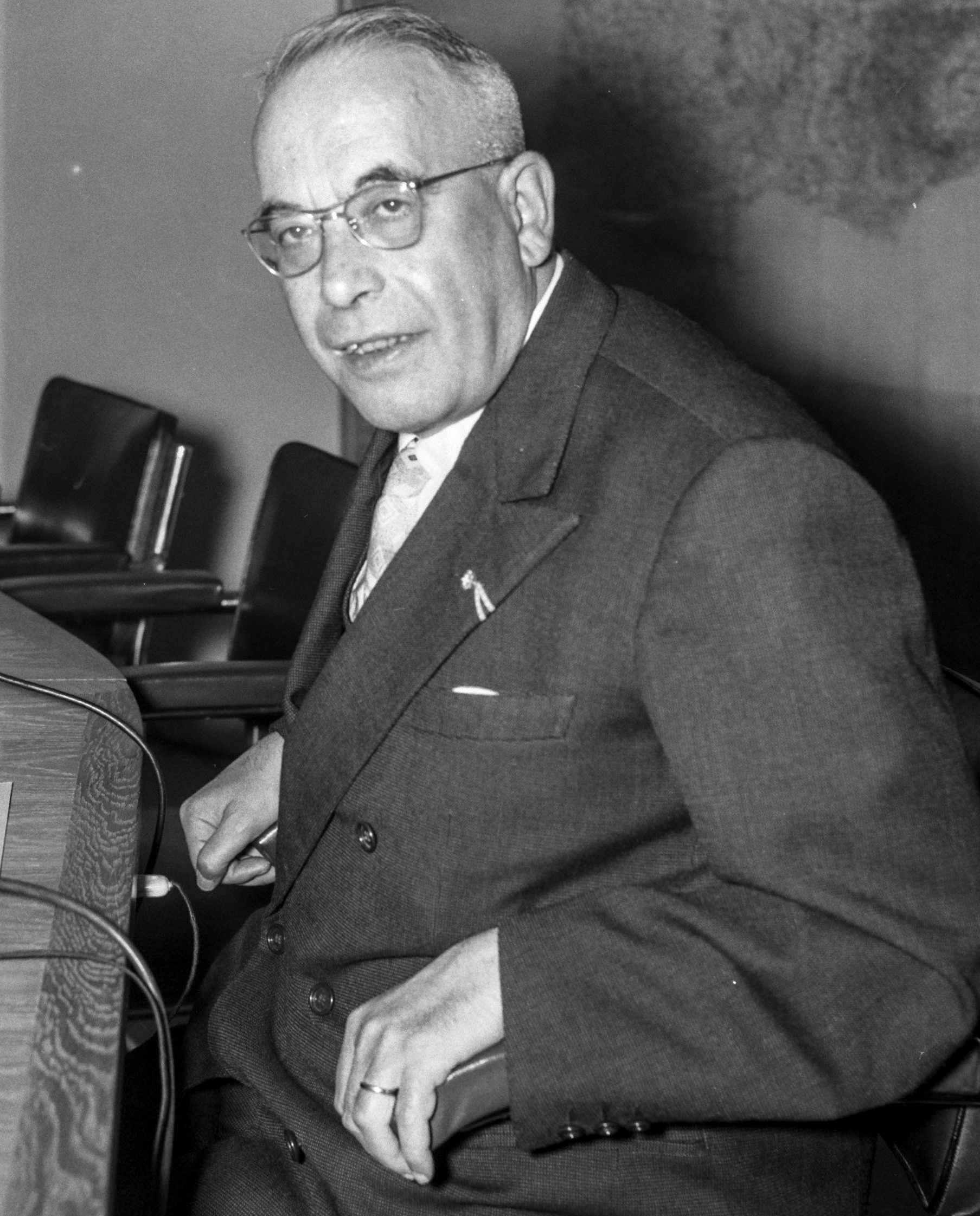
Piero Malvestiti (1959)

Piero Malvestiti (* 26. Juni 1899 in Apiro, Provinz Macerata; † 5. November 1964 in Mailand) war ein italienischer Politiker. Er übte verschiedene Ministerämter in der italienischen Regierung aus und war Kommissar der Europäischen Wirtschaftsgemeinschaft sowie Präsident der Europäischen Gemeinschaft für Kohle und Stahl.

## Partei
Er war 1942 einer der Gründer der Christdemokratischen Partei Italiens, als er seine Movimento Guelfo d’Azione mit der italienischen Volkspartei vereinigte.

## Italienische Regierung
Am 25. Oktober 1947 wurde er Untersekretär im Finanzministerium der vierten italienischen Regierung von Alcide De Gasperi bis 1948. Dann wurde er in der fünften und sechsten Regierung von De Gasperi Unterstaatssekretär im Schatzamt bis 1951. Von 1948 bis 1958 gehörte er der Camera dei deputati an.
Von 1951 bis 1953 war er in der Regierung Alcide De Gasperi Verkehrsminister und in der Regierung Giuseppe Pella 1953 bis 1954 Industrie- und Handelsminister.

## EWG/EGKS
Im Januar 1958 wurde er einer der italienischen Mitglieder der EWG-Kommission Hallstein. Sein Hauptverantwortungsgebiet war der Binnenmarkt. Außerdem war er ein Mitglied der Arbeitsgruppen der Hauptverantwortungsgebiete Wirtschaft und Finanzen sowie Verkehr. Außerdem war er Vizepräsident. Im September 1959 trat er aus diesem Amt zurück. Sein Nachfolger wurde Giuseppe Caron, weil Malvestiti Präsident der Europäischen Gemeinschaft für Kohle und Stahl in der Kommission Malvestiti wurde. Präsident war er bis November 1963.

## Nachlass
Der Nachlass von Piero Malvestiti ist in der Fondazione Luigi Sturzo hinterlegt. Sie kann im Historischen Archiv der Europäischen Union in Florenz eingesehen werden.

## Ehrungen
Es gibt in Mailand eine Straße mit dem Namen Via Piero Malvestiti.